# Pizzi Gemelli
I Pizzi Gemelli (3262 e 3225 m s.l.m.) sono una montagna delle Alpi Retiche occidentali (sottosezione Alpi del Bernina).

## Descrizione
Si trovano sulla linea di confine tra l'Italia (val Masino, provincia di Sondrio) e la Svizzera (val Bondasca, una laterale della val Bregaglia).
La montagna ha due cime - da cui il nome - che appaiono chiaramente distinte soprattutto da nord.
La più alta è la punta sud-est (3262 m). Da essa scendono la cresta sud-ovest, che si perde nelle gande dell'alta val Porcellizzo, e l'affilata cresta sud-est, che forma una cima secondaria e termina al passo di Bondo (3169 m).
Dalla punta più alta la cresta di confine scende ripida su una forcella, risale frastagliata alla punta nord-ovest (3225 m) e scende infine con un unico salto sul colle dei Gemelli (3106 m). Dalla punta nord-ovest una poderosa cresta nord scende per 900 metri tra il ghiacciaio della Bondasca e il canalone del colle dei Gemelli, formando il versante più spettacolare e alpinisticamente interessante della montagna.
Sul versante italiano dei Gemelli si trova il rifugio Gianetti del CAI (2534 m), su quello svizzero la capanna Sciora del CAS (2118 m). A pochi metri dal passo di Bondo, a est, sul versante italiano, si trova il bivacco Ronconi.

## Itinerari
La prima salita fu compiuta il 9 giugno 1892 dal russo Anton von Rydzewski con le guide Mansueto Barbaria, di Cortina d'Ampezzo, e Christian Klucker, engadinese di Fex, dopo aver raggiunto il colle dei Gemelli per il canalone nord.
La via normale alla punta maggiore sale dal rifugio Gianetti per la cresta sud-ovest e presenta passaggi di II grado.
L'unico itinerario frequentato dei Gemelli è però lo spigolo nord, con partenza dalla capanna Sciora. La maggior parte delle cordate si limita peraltro alla parte inferiore dello spigolo, il cosiddetto Ferro da Stiro (2680 m), che offre un'elegante arrampicata su grandi placconate lisce e uniformi (300 m; V).